# Puerto de Pori
El Puerto de Pori (en finés: Porin satama) es un complejo de tres puertos separados. Se encuentra con el Golfo de Botnia en Pori, Finlandia. La autoridad portuaria de Pori fue establecida en 1780. Hoy en día el Puerto de Pori es una corporación de propiedad de la ciudad. 
El Puerto de Pori cuenta con servicio de transporte a varios puertos del norte de Europa, por ejemplo Hamburgo, Gante, San Petersburgo y Teesport. 

## Mäntyluoto
El Puerto Mäntyluoto tiene muelles para el tráfico de contenedores y de carga seca. La capacidad de la grúa es de hasta 200 toneladas (200 toneladas largas; 220 toneladas cortas). La grúa de 200 toneladas es la más fuerte en los puertos finlandeses. El calado máximo permitido en Mäntyluoto es 12,0 metros (39,4 pies). 

## Tahkoluoto
El puerto mayor de Tahkoluoto tiene 15,3 metros (50 pies) de extensión que permite el acceso a los buques Capesize. Es Puerto para petróleo y químicos que gestiona en un área separada.